# Dolichocephala vaillanti
Dolichocephala vaillanti är en tvåvingeart som beskrevs av Wagner 1995. Dolichocephala vaillanti ingår i släktet Dolichocephala och familjen dansflugor. Inga underarter finns listade i Catalogue of Life.